# Palpomyia flaviceps
Palpomyia flaviceps är en tvåvingeart som först beskrevs av Oskar Augustus Johannsen 1908.  Palpomyia flaviceps ingår i släktet Palpomyia och familjen svidknott. Inga underarter finns listade i Catalogue of Life.